# Намикипа (муниципалитет)
Намикипа (исп. Namiquipa) — муниципалитет в Мексике, штат Чиуауа с административным центром в одноимённом посёлке. Численность населения, по данным переписи 2010 года, составила 22 880 человек.

## Общие сведения
Название Namiquipa с астекского языка можно перевести как «место цапель».
Площадь муниципалитета равна 4860 км², что составляет 1,96 % от общей площади штата, а наивысшая точка — 2220 метров, расположена в поселении Нуэво-Намикипа.
Он граничит с другими муниципалитетами штата Чиуауа: на севере с Игнасио-Сарагосой и Буэнавентурой, на востоке с Чиуауа, на юге с Рива-Паласио, Куаутемоком, Бачинивой и Герреро, на юго-западе с Матачи, на западе с Темосачиком и Гомес-Фариасом.

## Учреждение и состав
Муниципалитет был образован 29 июля 1884 года, в его состав входит 181 населённый пункт, самые крупные из которых:
| Код INEGI | Населённый пункт                                                                     | Численность населения (2005 год) | Численность населения (2010 год) |
| --------- | ------------------------------------------------------------------------------------ | -------------------------------- | -------------------------------- |
| 048       | Всего                                                                                | 20314                            | 22880                            |
| 0065      | Санта-Ана (исп. Santa Ana (Oscar Soto Máynez)) 29°01′56″ с. ш. 107°28′15″ з. д.      | 2433                             | 2978                             |
| 0061      | Эль-Терреро (исп. El Terrero) 29°10′49″ с. ш. 107°23′17″ з. д.                       | 2524                             | 2621                             |
| 0043      | Эль-Молино (исп. El Molino) 29°11′41″ с. ш. 107°24′32″ з. д.                         | 1947                             | 2176                             |
| 0064      | Бенито-Хуарес (исп. Benito Juárez) 29°09′53″ с. ш. 106°57′28″ з. д.                  | 1660                             | 1967                             |
| 0001      | Намикипа (исп. Namiquipa) 29°15′01″ с. ш. 107°24′33″ з. д.                           | 1718                             | 1752                             |
| 0031      | Крусес (исп. Cruces) 29°26′00″ с. ш. 107°23′17″ з. д.                                | 1133                             | 1206                             |
| 0040      | Индепенсия (Кологачи) (исп. Indepencia (Cologachi)) 29°05′31″ с. ш. 107°32′29″ з. д. | 856                              | 1088                             |

## Экономика
По статистическим данным 2000 года, работоспособное население занято по секторам экономики в следующих пропорциях: сельское хозяйство, скотоводство и рыбная ловля — 50,4 %, промышленность и строительство — 16,7 %, сфера обслуживания и туризма — 31,5 %, прочее — 1,4 %.

## Инфраструктура
По статистическим данным 2010 года, инфраструктура развита следующим образом:
- электрификация: 99,1 %;
- водоснабжение: 99,4 %;
- водоотведение: 90,1 %.

## Фотографии

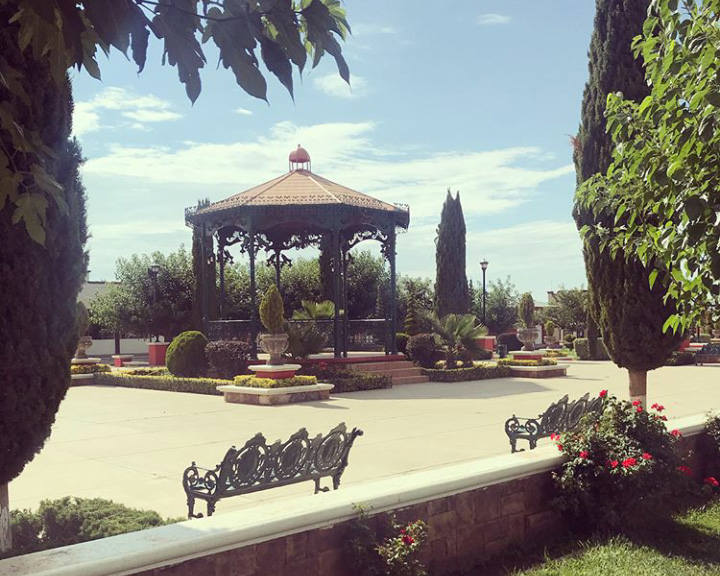
Центр Намикипы
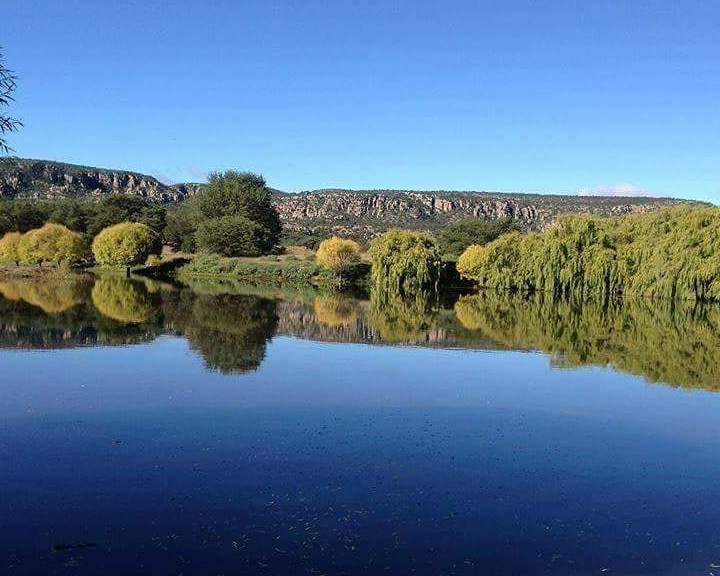
Река Санта-Мария, омывающая посёлок Санта-Ана